# Coptotermes formosanus

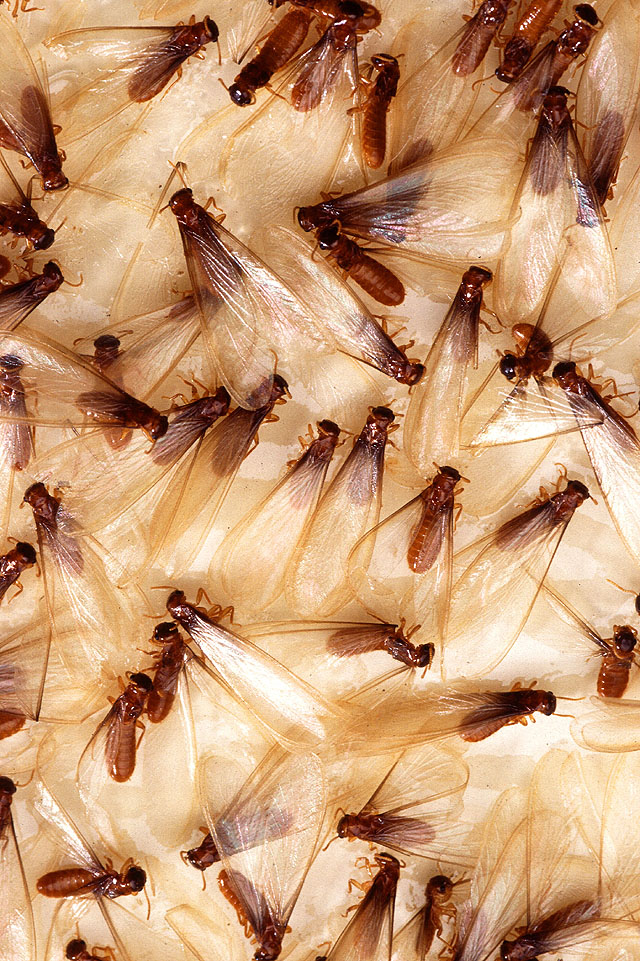
Крылатые половые особи Coptotermes formosanus

Coptotermes formosanus (англ. Formosan subterranean termite, тайваньский подземный термит) — вид термитов из семейства Rhinotermitidae, один из наиболее распространённых в мире. Опасный вредитель древесины.

## История
Этот китайский (тайваньский) подземный вид является одним из наиболее опасных инвазивных видов термитов. Он был интродуцирован с товарами человека из нативной области его распространения (южный Китай) на Тайвань (где этот вид был впервые обнаружен в начале 1900-х годов и поэтому получил своё международное английское название — Formosan subterranean termite) и в другие страны. Но впервые его описал ещё в 1909 году японский энтомолог профессор Т. Шираки (Tokuichi Shiraki, 1882—1970).

## Распространение
Китай, Тайвань, Япония, Южная Африка, США. В Японию этот вид попал до 1600-х годов, на Гавайи — в конце 1800-х годов (Su and Tamashiro 1987). В 1950-х годах он был обнаружен в Южной Африке и на Шри-Ланке, в 1960-х годах — в США (Техас, Луизиана, Южная Каролина).

## Описание
Взрослые половые особи (самки и самцы) имеют желтовато-коричневое тело длиной 12—15 мм; рабочие и солдаты — менее 1 см; яйцекладущие матки с огромным брюшком — до 40 мм. В мае-июле крылатые половые особи совершают массовые брачные полёты (роения). Одна колония термитов содержит до нескольких миллионов особей, которые могут фуражировать в почве за кормом до 100 метров. Взрослая семья может потреблять до 400 г древесины в сутки.
Матка живёт около 15 лет и откладывает до 2000 яиц в день. Рабочие и солдаты живут до 3—5 лет. Соотношение каст: 360 рабочих на 40 солдат (Grace et al. 1996). Одна колония может производить до 70 000 половых особей.
Выращивание касты солдат наблюдается при определённом качестве пищи, собираемой рабочими. Когда семья получала высокопитательный корм (например, сосновую древесину), вместо низкопитательного (например, фильтровальную бумагу).

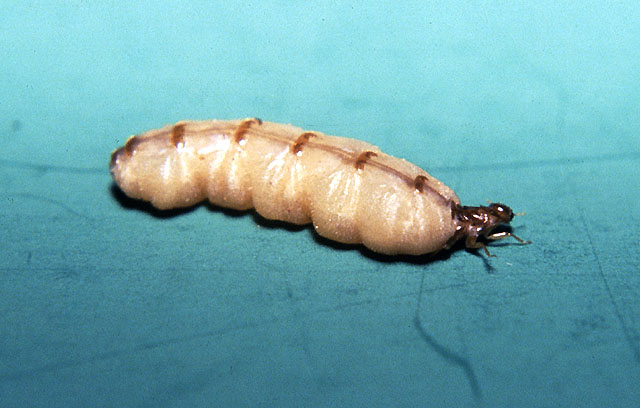
Матка
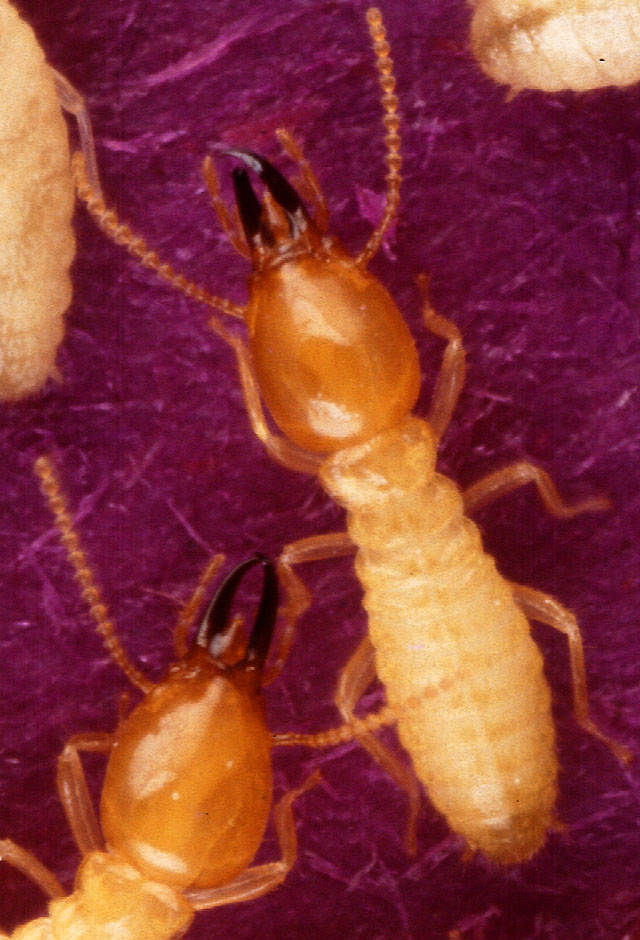
Солдаты
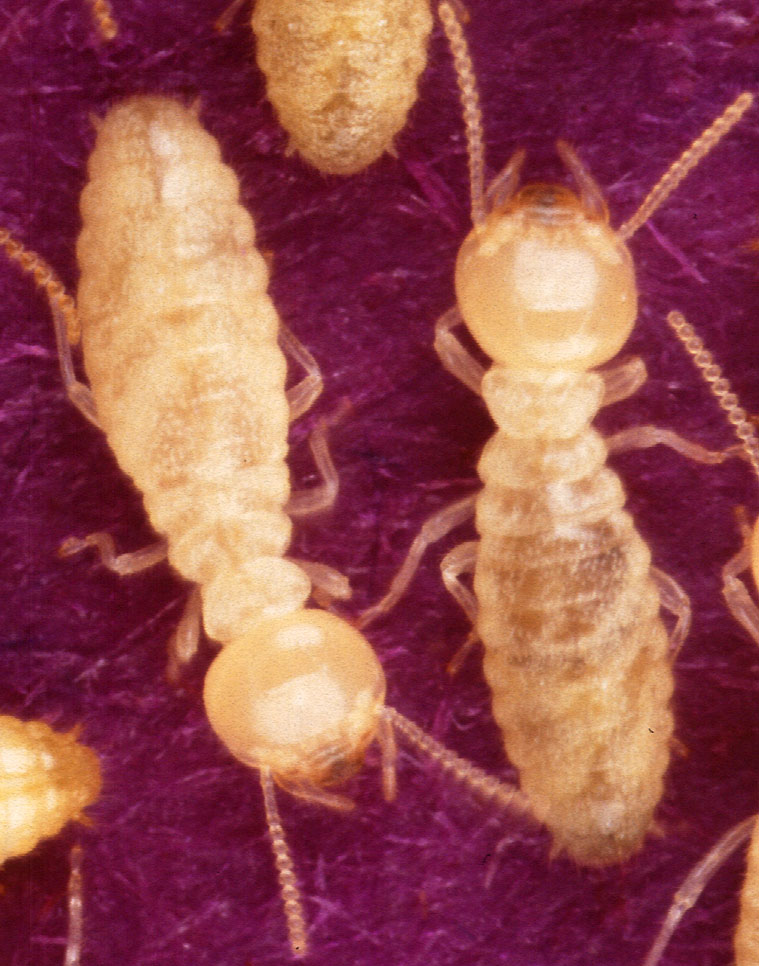
Рабочие

## Химия
Термит Coptotermes formosanus продуцирует нафталин, вероятно для отпугивания своих главных врагов муравьёв, а также против грибков и нематод.

## Значение
Coptotermes formosanus — это наиболее экономически серьёзный вредитель на Гавайях, ущерб от которого достигал 100 миллионов долларов в год (Tulane, 2002). Он угрожал таким историческим гавайским зданиям, как дворец Iolani Palace в Гонолулу (Grace et al. 2002).
В Северной Америке затраты на борьбу с этим термитом оцениваются в 1 млрд долларов (Lax and Osbrink, 2003), и он является одним из самых деструктивных вредителей в США. Встречается не только в почве, но и в самых разнообразных местах: на кораблях, в небоскрёбах, на деревьях.
Тайваньский подземный термит в результате разрыхления дамб и плотин помог урагану «Катрина» в 2005 году затопить Новый Орлеан. Этот вид термитов, завезённый в Америку из Китая, ещё в 1950-х годах был замечен на своей родине в качестве одного из главных разрушителей плотин.